# Firtos Ferenc
Felsőbenczédi Firtos Ferenc (Szászváros, 1891. november 20. – Csíkszereda, 1917. július 18.) magyar irodalomtörténész, kritikus.

## Élete
1910-ben az Eötvös-kollégium tagjaként feliratkozott a budapesti tudományegyetem magyar-latin szakára. Filológiai tanulmányai folytatása mellett 1912-ben a Színművészeti Akadémia hallgatója lett. Az első világháború kitörésekor bevonult, így egyik tanulmányát sem fejezhette be. A cs. és kir. 16. tábori ágyús ezredhez vonult be, ahol 1916 január 1-el tartalékos hadnaggyá nevezték ki. Innen a légjárócsapathoz került, a 39. repülőszázadnál teljesített szolgálatot, mint megfigyelőtiszt. A román fronton halt hősi halált 1917. július 18-án. Háborús szolgálata során elnyerte az Ezüst-, és a Bronz Katonai Érdemérmet hadiszalagon, a kardokkal, halála után pedig a Vaskorona Rend 3. osztályával tüntették ki, hadidíszítménnyel és a kardokkal.
Fiatalsága ellenére drámatörténeti kutatásai, valamint irodalom- és színikritikusi munkássága egyaránt jelentős volt. Filológiai munkája mellett kritikusi tevékenysége is figyelemre méltó. A színmű és a színjátszás lélektani hitelességének egyik követelője.

## Művei
- A Faun sikerének lélektana (Bp., 1913)
- A Debreceni Disputa. Hitvitázó dráma a XVI. századból (Szászváros, 1917)